# Oleg Kornéiev
Oleg Anatólievich Kornéiev (en ruso Олег Анатольевич Корнеев, nacido en la antigua Unión Soviética hoy Rusia, el 25 de julio de 1969) es un Gran Maestro Internacional de ajedrez que representó a Rusia y representa actualmente a España.

## Resultados destacados en competición
Participó representando a España en las Olimpíadas de ajedrez de 2012 en Estambul.
Se le conoce como uno de los expertos mundiales en el juego en torneos abiertos por el sistema suizo.